# Hironori Takeuchi
Hironori Takeuchi (Japans: 竹内 浩典, Takeuchi Hironori) (Kanagawa, 22 december 1964) is een Japans autocoureur.

## Carrière
Tussen 1991 en 1998 heeft Takeuchi deelgenomen aan het Japanese Touring Car Championship, waarbij hij in zijn laatste jaar één overwinning behaalde en als vierde in het kampioenschap eindigde. Tevens nam hij tussen 1995 en 2004 deel aan het All-Japan GT Championship, waarbij hij de titel in 2001 won samen met Yuji Tachikawa na in 1995 al tweede te zijn geworden. Hij bleef rijden in het kampioenschap toen het zijn naam veranderde naar Super GT in 2005, waarbij hij tot 2007 in de GT300-klasse bleef rijden. In 2012 keerde hij terug in deze klasse.
In 2005 schreef Takeuchi zich in tijdens het laatste raceweekend van het World Touring Car Championship op het Circuito da Guia voor het Ao's Racing Team in een Toyota Altezza. Hij kwalificeerde zich echter niet voor de races nadat hij te lang over zijn ronde deed, met twaalf seconden verschil van de coureur op pole position.